# Andy Williams

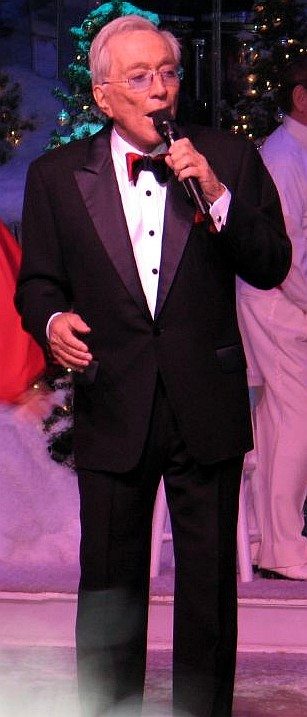
Andy Williams in 2006.

Howard Andrew (Andy) Williams (Wall Lake, 3 december 1927 – Branson, 25 september 2012) was een Amerikaanse zanger uit het lichte genre, ook wel behorend tot de zogeheten crooners. Hij is een aantal jaar gehuwd geweest met de zangeres en actrice Claudine Longet. Williams had van 1962 tot 1971 zijn eigen show op de Amerikaanse tv. Hij had ook een eigen theater, The Moon River Theatre in Branson in de staat Missouri.
Andy Williams vergaarde gedurende zijn zangcarrière 18 gouden platen en 3 platina platen. Enkele van zijn grootste hits zijn Moon River, (Where Do I Begin?) Love Story, Happy Heart, Can't Take My Eyes Off You en de grote kersthit It's The Most Wonderful Time Of The Year. Ook zeer bekend en geliefd is zijn versie van Music to Watch Girls By.
Williams leed sinds 2011 aan blaaskanker. Op 19 juli 2012 klonk het nog dat Williams goed herstelde en zich elke dag beter voelde en in september alweer kon gaan optreden. Williams kon de ziekte echter niet de baas en overleed uiteindelijk op 25 september 2012 aan de gevolgen ervan.

## Discografie

### Albums
| Album met eventuele hitnotering(en) in de Nederlandse Album Top 100 | Datum van verschijnen | Datum van binnenkomst | Hoogste positie | Aantal weken | Opmerkingen           |
| ------------------------------------------------------------------- | --------------------- | --------------------- | --------------- | ------------ | --------------------- |
| 48 greatest hits                                                    | 1977                  | 07-01-1977            | 7               | 4            | 3 Dubbel LP (CN 0031) |

### Singles
| Single met eventuele hitnotering(en) in de Nederlandse Top 40 | Datum van verschijnen | Datum van binnenkomst | Hoogste positie | Aantal weken | Opmerkingen                                   |
| ------------------------------------------------------------- | --------------------- | --------------------- | --------------- | ------------ | --------------------------------------------- |
| Butterfly                                                     | 1957                  | -                     |                 |              | Nr. 9 in de Tijd voor Teenagers Top 10        |
| Can't take my eyes off you                                    | 1968                  | 13-04-1968            | tip6            | -            |                                               |
| Battle hymn of the republic                                   | 1968                  | 16-11-1968            | 3               | 17           | Nr. 3 in de Parool Top 20                     |
| Can't help falling in love                                    | 1970                  | 25-04-1970            | 21              | 5            | Nr. 22 in de Hilversum 3 Top 30 / Alarmschijf |
| It's so easy                                                  | 1970                  | 28-11-1970            | tip5            | -            |                                               |
| Love story (Where do I begin)                                 | 1971                  | 10-04-1971            | 13              | 7            | Nr. 14 in de Hilversum 3 Top 30               |
| Music form across the way                                     | 1971                  | 11-09-1971            | tip18           | -            |                                               |
| Love theme from "The Godfather" (Speak softly love)           | 1972                  | 09-09-1972            | 15              | 10           | Nr. 11 in de Daverende Dertig                 |
| Solitaire                                                     | 1973                  | -                     |                 |              |                                               |
| It's the most wonderful time of the year                      | 2013                  | -                     |                 |              | Nr. 5* in de Single Top 100                   |

| Single met hitnotering(en) in de Vlaamse Ultratop 50 | Datum van verschijnen | Datum van binnenkomst | Hoogste positie | Aantal weken | Opmerkingen |
| ---------------------------------------------------- | --------------------- | --------------------- | --------------- | ------------ | ----------- |
| Are you sincere?                                     | 1958                  | 01-07-1958            | 14              | 4            |             |
| Can't help falling in love                           | 1970                  | 09-05-1970            | 25              | 2            |             |
| Love story (Where do I begin)                        | 1971                  | 10-04-1971            | 14              | 8            |             |
| Love theme from "The Godfather" (Speak softly love)  | 1972                  | 11-11-1972            | 21              | 3            |             |
| It's the most wonderful time of the year             | 1963                  | 24-12-2022            | 8               | 5*           |             |

### NPO Radio 2 Top 2000
| Nummers met noteringen in de NPO Radio 2 Top 2000 | '99  | '00  | '01  | '02  | '03  | '04  | '05  | '06  | '07  | '08  | '09 | '10  | '11 | '12  |
| ------------------------------------------------- | ---- | ---- | ---- | ---- | ---- | ---- | ---- | ---- | ---- | ---- | --- | ---- | --- | ---- |
| Battle Hymn of the Republic                       | -    | -    | 1218 | 1485 | 1817 | 1468 | 1334 | 1759 | 1092 | 1436 | -   | 1819 | -   | -    |
| Music to Watch Girls By                           | 1373 | 1571 | 1725 | 1624 | 1698 | 1849 | 1288 | -    | 1899 | 1893 | -   | -    | -   | -    |
| (Where Do I Begin?) Love Story                    | 1322 | 1637 | 1472 | 1498 | 1774 | 1350 | 1570 | 1694 | 1233 | 1472 | -   | -    | -   | 1597 |

1. ↑  Een '-' betekent dat het nummer niet was genoteerd en een vetgedrukt getal geeft de hoogste notering van een nummer aan.
2. ↑  Deze tabel is bijgewerkt tot en met de laatste editie (2024).

## Trivia
- In 2012 vierde Williams dat hij 75 jaar in de showbusiness actief was.

- Biblioteca Nacional de España: XX1160182
- Bibliothèque nationale de France: cb139011715 (data)
- Gemeinsame Normdatei: 121920216
- International Standard Name Identifier: 0000 0001 1646 8351
- Library of Congress Control Number: n86869512
- Nationale Bibliotheek van Letland: 000148325
- MusicBrainz: 57cb4257-9855-4a42-b1be-bfba1d9b520d
- National Archives and Records Administration: 10572023
- Nationale Bibliotheek van Tsjechië: mzk2004261379
- Nationale Bibliotheek van Israël: 987007287338405171
- Nationale Bibliotheek van Polen: a0000002617425
- Nederlandse Thesaurus van Auteursnamen: 071175229
- SNAC: w63n3hz6
- Système universitaire de documentation: 084577584
- Virtual International Authority File: 55371899
- WorldCat: E39PBJB8wp8WQTFjp8TQHwvWDq